# J·D·德鲁
大衛·喬納森·德魯（David Jonathan "J. D." Drew 、1975年11月20日—）是效力於美國職棒大聯盟波士頓紅襪隊的右外野手。

## 大學時期
德魯曾就讀於佛羅里達州立大學，當時球隊的主教練是邁克·馬丁（Mike Martin）。大學期間，德魯獲獎無數，並打破了17項學校和聯盟紀錄。1995年獲選全美大學一年級最佳陣容。1996年則入選了美國棒球國家隊。在他大學生涯的最後一年，獲得榮譽如下：迪克·豪瑟獎（Dick Howser Trophy），1997年金槍獎，全美大學棒球年度最佳球員，《體育新聞》雜志年度最佳球員，大西洋沿岸聯盟年度最佳球員。他是大學棒球歷史上第一個單賽季完成30支本壘打30次盜壘成功的球員。1997年以4成55的打擊率創造了佛羅里達州大校史紀錄，並且成為大學棒球歷史上僅有的三位完成100支安打、100次得分、100分打點的球員之一。在1997年大聯盟選秀之前，幾乎所有的球探都認為他是極為罕見的天才球員，並把他和米奇·曼托以及斯坦·穆休相提並論。

## 職業生涯

### 1997年：被費城費城人挑中
在1997年的大聯盟選秀中，德魯以第一輪第二順位被費城費城人挑中，但是他和他的經紀人史考特·波拉斯（Scott Boras）拒絕和費城人隊簽約，因為他們堅持簽約金不能少於1000萬美元。費城人隊不願意為這個還沒有證明自己的球員付出這麼多錢，盡管波拉斯一再強調，德魯是無價之寶。最終，德魯去了北部獨立聯盟聖保羅聖徒隊，在那打了一年球。費城的球迷顯然不能夠原諒德魯的這種行為，直到2009年德魯代表紅襪做客市民銀行球場的時候，他們還對他報以強烈的噓聲來表達不滿。

### 1998年－2003年：聖路易紅雀

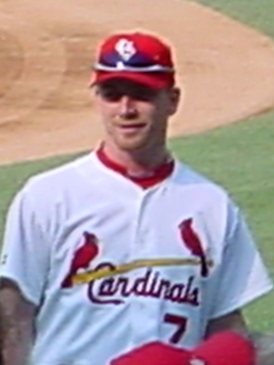
效力於聖路易紅雀期間的德魯

1998年德魯再次參加大聯盟選秀，最終以第一輪第五順位被聖路易斯紅雀隊選中。和球隊簽約後，在小聯盟3A孟菲斯紅鳥隊出賽26場，打擊率3成16。1998年9月8日，靠著大聯盟名單擴編的機會，德魯第一次登上大聯盟的舞臺。在當晚的比賽中，紅雀隊的馬克·麥奎爾打破了羅傑·馬里斯的單賽季本壘打紀錄。德魯在第六局第一次站上打擊區，結果被三振。這場比賽他兩個打數沒有安打。不過在之後的比賽中，德魯馬上找到了在大聯盟比賽的感覺，以36個打數15支安打（打擊率4成17）並帶有5支本壘打的成績結束了1998賽季。
1999年8月10日，當德魯第一次出現在費城人隊的主場老兵球場時，他被費城的球迷狂噓，甚至有兩個球迷把D型電池砸向他。
德魯在紅雀隊的幾年裡，他總是無法維持健康長期出賽，每個賽季都要在傷病名單中呆上好長一段時間。顯然地，紅雀的主教練托尼·拉魯薩十分關註德魯的狀況。在巴茲·比辛格（Buzz Bissinger）的一本書——八月的三個夜晚（Three Nights in August）中提到，拉魯薩對德魯缺乏激情感到非常失望。拉魯薩向比辛格透露，德魯似乎滿足於只發揮他75%的才能，這其中主要的原因是德魯身背的那張超大合約。

### 2004年：亞特蘭大勇士隊
2003年12月，德魯被交易到了亞特蘭大勇士。2004賽季，德魯展現了他出色的力量、耐心以及守備，最終以3成01的打擊率、31支本壘打、118次保送、93分打點完成這個賽季，並且在最有價值球員評選中名列第6。

### 2005年－2006年：洛杉磯道奇隊
2004年12月，德魯和洛杉磯道奇簽下了一份五年5500萬美元的合同，其中包括他可以選擇在第二年結束後跳出合同的條款。簽下大合同後，2005年的上半季德魯表現糟糕。在被亞利桑那響尾蛇投手布拉德·哈爾西（Brad Halsey）的投球擊中手腕後，德魯不得不再次進入傷病名單。
2006年9月18日，道奇隊完成了大聯盟史上第四次連四打席本壘打的紀錄，德魯是這四名打者之一。
2006年球結束，德魯決定跳出他的合同，成為一名自由球員。道奇隊的總經理奈德·考萊蒂（Ned Colletti）在電話會議中說道，他對這一情況感到十分吃驚，“我們所聽到的一切，新聞所寫的一切讓我們認為他對能在這里打球感到十分快樂。” 特別是前幾天德魯還對洛杉磯時報的記者說他十分喜愛這里，並對新賽季做了展望。

### 2007年－2011年：波士頓紅襪隊
2007年1月25日，德魯正式和波士頓紅襪簽了一份五年價值7000萬美元的合約。如果德魯右肩的傷病一直得不到解決，那麼紅襪隊可以選擇在第三或第四年之後跳出合同。
2007年4月22日，紅襪隊在對紐約洋基的比賽中連四打席本壘打，德魯又是其中的一員。他也是大聯盟歷史上唯一一位兩次參與了連四打席本壘打的球員。
在2007年球季的大部分時間里，德魯在打擊方面遇到了問題，並且很長一段時間待在傷病名單中（由於腳後跟傷病）。許多人都在質疑他的這張大合同，不過到了後半賽季，德魯慢慢找回了自信和狀態，最終以打擊率2成70、本壘打11支、打點64分的成績結束了2007年常規賽。
德魯賽季後段的好狀態並一直持續到了季後賽。在2007年10月20日美聯冠軍賽第六場比賽中，德魯第一局就擊出了滿貫本壘打。而他的弟弟效力於亞利桑那響尾蛇的史蒂芬·德魯（Stephen Drew）也在季後賽中擊出了本壘打，他們也是史上第三對在同一年季後賽中同時擊出本壘打的兄弟。
2008年球季德魯的打擊表現相當出色，打擊率2成80、上壘率4成08、長打率5成19。特別是六月份，在大衛·奧提茲受傷的情況下，德魯很好地扛下了第三棒重任，以打擊率3成37本壘打12支的成績榮獲當月美聯最佳球員獎。7月6日，德魯以替補球員的身份入選全明星陣容，這也是他的第一次全明星之旅。在全明星賽中，他的第一個打席就擊出了兩分打點的本壘打，最終獲得全明星賽MVP。在這場漫長的全明星比賽中，美聯用光了所有的投手，到了最後美聯主教練特裡·弗蘭克納甚至準備讓德魯上場投球，因為德魯在高中時還是一位不錯的投手。德魯在賽後接受採訪時說：“我當時已經準備好了。在守外野時我有很多機會做熱身，我不確定我是否能夠解決任何一位打者，但我會展現出一些東西出來。” 由於後背拉傷，德魯在8月27日至9月8日進了15天傷病名單。
2008年的季後賽德魯又做出了很大的貢獻。10月3日在美聯分區賽第二場對上洛杉磯天使的比賽中，德魯打出了超前的兩分本壘打。10月16日在對坦帕灣光芒的美聯冠軍賽第五場中，德魯在8局下半打出兩分本壘打，並在9局下半擊出再見安打，幫助紅襪隊完成了大聯盟季後賽歷史上最不可思議的大逆轉。遺憾的是，紅襪最終還是敗給了光芒隊，無緣衛冕。

### 公眾形象
在他職業生涯的早些時候，德魯常常被媒體和球迷批評，認為他缺乏進取心，而且容易受傷。甚至給他取了很多綽號，例如“D.L. Drew”、“J.D. Boo”、“Princess Drew”、“Nancy Drew”等。
不過自從2007年季後賽開始，德魯的形象有了很大的好轉，在當年美聯冠軍戰第六場擊出的滿貫本壘打幫助紅襪實現大逆轉。2008年在紅襪遭遇傷病困擾時德魯挺身而出，幫助球隊挺過難關。季後賽對光芒隊那場驚天大逆轉中，德魯扮演了非常重要的角色，8局下半的兩分本壘打和9局下半的再見安打，幫助球隊在落後7分的絕境中完成大逆轉。他的公眾形象也有了徹底的改變，2007年常規賽還常噓德魯的波士頓球迷如今都把他當作英雄看待。

## 私人生活
1997年，德魯的弟弟蒂姆同樣在大聯盟選秀中第一輪被選中，這也是大聯盟史上第一次有兄弟同時在第一輪選秀中被挑中。他們倆和另外一個弟弟史蒂芬都上過大聯盟。蒂姆之前效力於亞特蘭大勇士，而史蒂芬目前是亞利桑那響尾蛇的主力游擊手。
德魯和他的妻子Sheigh於2001年11月10日在佐治亞州的Hahira結婚。他們有一個兒子Jack David，2006年2月19日出生，還有一個女兒Ella，2007年11月7日出生。
德魯是一個基督教徒
。
德魯曾就讀於朗茲縣高中，他們三兄弟都是該校的著名校友。

## 外部鏈接
- 球員資訊和成績在MLB，ESPN，Baseball-Reference，Fangraphs，The Baseball Cube（英文）
- JD·德魯的球探報告

| 獎項                 | 獎項                                        | 獎項                   |
| -------------------- | ------------------------------------------- | ---------------------- |
| 前任： 喬許·漢米爾頓 | 美國聯盟月最佳球員 2008年6月                | 繼任： 米格爾·卡布瑞拉 |
| 前任： 鈴木一朗      | 美國職棒大聯盟全明星賽最有價值球員獎 2008年 | 繼任： 卡爾·克勞福     |